# Alexandre Moreno
Alexandre Rosa Moreno (Rio de Janeiro, 17 de junho de 1969) é um ator, apresentador, cantor, compositor e produtor brasileiro. Tem vários trabalhos em novelas da Rede Globo, Rede Manchete, RecordTV, Canal Futura e Rede Bandeirantes. O ator tem dois importantes prêmios em sua carreira: O Kikito de ouro, no Festival de Cinema de Gramado, de melhor ator no filme Radio Favela, uma onda no ar (2002) e o Prêmio Cesgranrio de Teatro, de melhor ator em musical, pelo espetáculo A Cuíca do Laurindo (2016).
Foi indicado ao Prêmio Yamato de 2006 por seu trabalho como o leão de Madagascar.

## Trabalhos na TV[2]
| Ano  | Título                       | Personagem          | Emissora          |
| ---- | ---------------------------- | ------------------- | ----------------- |
| 1986 | Sinhá Moça                   | Escravo (Figurante) | TV Globo          |
| 1994 | Pátria Minha                 | Kennedy             | TV Globo          |
| 1995 | Tocaia Grande                | Castor              | Rede Manchete     |
| 1996 | Xica da Silva                | Jerônimo            | Rede Manchete     |
| 1998 | Hilda Furacão                | Enéas               | TV Globo          |
| 1999 | Chiquinha Gonzaga            | Operário            | TV Globo          |
| 1999 | Força de um Desejo           | Cristóvão           | TV Globo          |
| 2003 | Celebridade                  | Tadeu               | TV Globo          |
| 2004 | Senhora do Destino           | Seboso              | TV Globo          |
| 2004 | A Grande Família             | Soldado Felipe      | TV Globo          |
| 2005 | Essas Mulheres               | Dr. Augusto         | RecordTV          |
| 2006 | Sinhá Moça                   | Justino             | TV Globo          |
| 2007 | Páginas da Vida              | Promotor de Justiça | TV Globo          |
| 2007 | Toma Lá, Dá Cá               | Capitão Santana     | TV Globo          |
| 2008 | Água na Boca                 | Kim Gonçalves       | Rede Bandeirantes |
| 2009 | Caras & Bocas                | Dr. Aluísio Leal    | TV Globo          |
| 2011 | Força-Tarefa                 | Rodrigues           | TV Globo          |
| 2017 | Malhação: Viva a Diferença   | Vicente Rodrigues   | TV Globo          |
| 2018 | Segundo Sol                  | Alexandre           | TV Globo          |
| 2018 | Malhação: Vidas Brasileiras  | Pastor Jeremias     | TV Globo          |
| 2018 | Brasil a Bordo               | Detetive Meira      | TV Globo          |
| 2019 | A Dona do Pedaço             | Detetive Moacyr     | TV Globo          |
| 2019 | Órfãos da Terra              | Delegado Evandro    | TV Globo          |
| 2022 | O Coro: Sucesso, Aqui Vou Eu | Josimar             | Disney+           |
| 2022 | Quanto Mais Vida, Melhor!    | Juíz Garcia         | TV Globo          |
| 2022 | Pantanal                     | Fulgêncio dos Anjos | TV Globo          |

## Cinema
- 2020 - "O Prazer de Matar Insetos" (Curta) de Leonardo Martinelli - Personagem (Padre)
- 2018 - "A Suspeita" (Longa) de Pedro Pelegrino - Personagem (Detetive Paulão)
- 2016 - "Salve a Malandragem" (Longa) de Sérgio Rossini - Personagem (Zé Pilintra)
- 2016 - "Surdez" (Curta) - Personagem (Artista Plástico)
- 2015 - "Linda de Morrer" - de Cris D'Amato - Personagem (Copeiro Deodato)
- 2009 - "JK Bela Noite para Voar" (Longa) de Zelito Viana - Personagem (Geraldo Ribeiro, O Motorista de Juscelino Kubitschek)
- 2007 - Meteoro (longa) [4] de Diego de la Texera - Personagem (Jorge, O Piloto de Avião)
- 2003 - Mater Dei (curta) [5][6]
- 2002 - Zico (documentário) - Geraldo [7][8]
- 2002 - Uma Onda no Ar (longa) - Jorge [9]

## Prêmios e indicações

### Kikito (2002)
Festival de Gramado
- Vencedor: melhor ator por Uma Onda no Ar[10]

Prêmio de Melhor Ator no Segundo Festival de Cinema de Varginha com o filme "Uma Onda no Ar" de Helvécio Ratton
PRÊMIO CESGRANRIO DE TEATRO (2017)
. Vencedor: melhor ator em musical na peça A Cuíca do Laurindo de Rodrigo Alzuguir com direção de Sidney Cruz